# Mirjapur (Parsa)
Mirjapur (nep. मिर्जापुर) – gaun wikas samiti w środkowej części Nepalu w strefie Narajani w dystrykcie Parsa. Według nepalskiego spisu powszechnego z 2001 roku liczył on 533 gospodarstw domowych i 3549 mieszkańców (1714 kobiet i 1835 mężczyzn).